# Batu Hibul
Batu Hibul is een bestuurslaag in het regentschap Padang Lawas Utara van de provincie Noord-Sumatra, Indonesië. Batu Hibul telt 119 inwoners (volkstelling 2010).